# トラッシュ! -この街が輝く日まで-
『トラッシュ! -この街が輝く日まで-』（原題: Trash）は、2014年にイギリスとブラジルが共同製作した冒険映画。アンディ・ムリガンの同名小説を原作にしている。監督はスティーヴン・ダルドリー、脚本はリチャード・カーティスが務めた。主人公の少年三人はオーディションで選ばれた無名の新人である。

## ストーリー
ブラジル、リオデジャネイロ郊外のゴミ山に暮らす三人の少年ラファエル、ガルド、ラット。ある日、いつものようにゴミを漁っていた三人は、そこでとある財布を手に入れる。実はその財布には、世界を揺るがすとてつもない秘密が隠されていた。街の悪徳警官に命を狙われながらも、三人は教会のジュリアード神父やボランティアスタッフのオリヴィアと協力し、その秘密を暴きだそうと奮闘する。

## キャスト
※括弧内は日本語吹替
- ジュリアード神父 - マーティン・シーン（佐々木勝彦）
- オリヴィア - ルーニー・マーラ（小林沙苗）
- ラファエル - ヒクソン・テヴェス（小林由美子）
- ガルド - エドゥアルド・ルイス（本田貴子）
- ラット - ガブリエル・ワインスタイン（福圓美里）
- ジョゼ・アンジェロ - ワグネル・モウラ（加瀬康之）
- フェデリコ - セルトン・メロ（英語版）（柳田淳一）